# Morton Palms
Morton Palms – civil parish w Anglii, w hrabstwie Durham, w dystrykcie (unitary authority) Darlington. W 2001 civil parish liczyła 32 mieszkańców.